# Chartres-de-Bretagne
Chartres de Bretagne (bret. Karnod) – miejscowość i gmina we Francji, w regionie Bretania, w departamencie Ille-et-Vilaine.
Według danych na rok 1990 gminę zamieszkiwały 5543 osoby, a gęstość zaludnienia wynosiła 557 osób/km² (wśród 1269 gmin Bretanii Chartres de Bretagne plasuje się na 72. miejscu pod względem liczby ludności, natomiast pod względem powierzchni na miejscu 835.).